# Imena velikih števil
Imena števil v slovenščini sledijo Peletierovemu sistemu, ki je postal standarden v vsej Evropi (ne pa tudi v ZDA, kjer bilijon pomeni 1000 milijonov oziroma 109).
| Ime              | enako kot               | znanstveni zapis |
| ---------------- | ----------------------- | ---------------- |
| ena              | 1                       | 100              |
| deset            | 10                      | 101              |
| sto              | 100                     | 102              |
| tisoč            | 1000                    | 103              |
| milijon          | 1.000.000               | 106              |
| milijarda        | 1000 milijonov          | 109              |
| bilijon          | 1000 milijard           | 1012             |
| bilijarda        | 1000 bilijonov          | 1015             |
| trilijon         | 1000 bilijard           | 1018             |
| trilijarda       | 1000 trilijonov         | 1021             |
| kvadrilijon      | 1000 trilijard          | 1024             |
| kvadrilijarda    | 1000 kvadrilijonov      | 1027             |
| kvintilijon      | 1000 kvadrilijard       | 1030             |
| kvintilijarda    | 1000 kvintilijonov      | 1033             |
| sekstilijon      | 1000 kvintilijard       | 1036             |
| sekstilijarda    | 1000 sekstilijonov      | 1039             |
| septilijon       | ...                     | 1042             |
| septilijarda     | ...                     | 1045             |
| oktilijon        | ...                     | 1048             |
| oktilijarda      | ...                     | 1051             |
| nonilijon        | ...                     | 1054             |
| nonilijarda      | ...                     | 1057             |
| decilijon        | ...                     | 1060             |
| decilijarda      | 1000 decilijonov        | 1063             |
| duotrigintilijon | 1000 unotrigintilijonov | 1099             |
| centilijon       | 1 in 600 ničel          | 10600            |

### Gugol
| Ime              | je enako               | znanstveni zapis                                      |
| ---------------- | ---------------------- | ----------------------------------------------------- |
| gugol            | 10 duotrigintilijonov  | {\displaystyle 10^{100}\,\!}                          |
| gugolpleks       | 10 na gugol            | {\displaystyle 10^{10^{100}}\,\!}                     |
| gugoldupleks     | 10 na gugolpleks       | {\displaystyle 10^{10^{10^{100}}}\,\!}                |
| gugoltripleks    | 10 na gugoldupleks     | {\displaystyle 10^{10^{10^{10^{100}}}}\,\!}           |
| gugolkvadrupleks | 10 na gugoltripleks    | {\displaystyle 10^{10^{10^{10^{10^{100}}}}}\,\!}      |
| gugolkvintupleks | 10 na gugolkvadrupleks | {\displaystyle 10^{10^{10^{10^{10^{10^{100}}}}}}\,\!} |